# 왕연수
왕연수(王延壽, ? ~ ?)는 후한 중기의 문장가로, 자는 문고(文考)이며 남군 의성현(宜城縣) 사람이다. 시중(侍中) 왕일의 아들이다.

## 행적
어릴 때부터 재능이 있어, 노국을 유람하여 《영광전부》(靈光殿賦)를 지었다. 훗날 채옹 또한 같은 부를 쓰려 하였을 때, 왕연수의 작품을 보고는 그 재능에 감탄하여 부 쓰기를 포기하였다.
어느 날, 왕연수는 기이한 꿈을 꾸었다. 해몽이 좋지 않자 《몽부》(夢賦)를 지어 자신을 질책하였고, 20여 세의 나이에 물에 빠져 죽었다.

## 출전
- 범엽, 《후한서》 권80상 문원열전 上